# Tomohiro Matsunaga
Tomohiro Matsunaga (jap. 松永共広 Matsunaga Tomohiro; ur. 27 czerwca 1980 w Yaizu) – japoński zapaśnik w stylu wolnym, wicemistrz olimpijski.
Srebrny medalista igrzysk olimpijskich w Pekinie w 2008 roku w kategorii do 55 kg. Mistrz Azji z 2008 i brąz w 2005. Dwukrotny uczestnik mistrzostw świata, piąty w 2005. Uniwersytecki mistrz świata w 2002 roku.
Mistrz Japonii z lat 2004–2007.